# Ultima IX: Ascension
Ultima IX: Ascension — девятая и заключительная номерная часть серии игр Ultima. Разработана компанией Origin Systems и издана Electronic Arts, выпущена в 1999 году для Windows после многих лет производственного ада.

## Игровой процесс
Отличие от предыдущих игр Ultima заключается в том, что в Ultima IX игрок имеет меньше контроля над тем, какой путь выбрать в игре. Большинство областей Британии блокируются до тех пор, пока не будут выполнены определённые задачи, что сокращает количество сюжетных линий, изначально доступных игроку.
Игровой мир состоит из целой неразделенной локации, но её размеры несколько меньше, чем в предыдущих играх серии.

## Сюжет
Сюжет игры развивается после событий Ultima VIII, в которой Аватар переносится в контролируемую Стражами Британию. Он прибывает в Британию на гору, возвышающуюся над замком Хранителя в Терфине. Аватар переносится в Стоунгейт с помощью Провидца Ястребиного Ветра (из Ultima IV), который сообщает ему, что огромные колонны появились по всей земле, и их пагубное влияние вызвало эпидемии, голод и другие стихийные бедствия.
По мере продвижения сюжета Аватар узнает, что Хранитель украл Руны Добродетелей и превратил их в глифы, которые образуют сердце каждой из колонн. Большая часть игры состоит из путешествий по подземельям, чтобы восстановить глифы и посетить Святыни Добродетелей, чтобы медитировать и очистить их. В конце концов выясняется, что Страж — это не что иное, как тёмная половина самого Аватара, и единственный способ спасти Британию — это покинуть её, взяв с собой Стража. Игрок может сделать это с помощью заклинания Армагеддона, наложенного за Барьером Жизни, которое переносит Аватара и Хранителя на другой уровень.

## Выпуск и версии
Выпуск игры изначально был осложнен сильно забагованным первым изданием, с очень продвинутыми для того времени требованиями к компьютеру; также были ограничены сроки разработки, что не позволило провести тестирование и отладку. Через несколько месяцев была выпущена исправленная версия.
EA также выпустила «Dragon-издание» игры, оно включало в себя большую коробку, гравюры игровых картин, карты Таро, кулон-анх и бумажные версии игровых книг. Позже было выпущено «Мировое издание», содержащее копии Ultima IX: Ascension и Ultima Online: The Second Age.
Поскольку предыдущая игра серии, Ultima VIII, провалилась в продаже, коммерческий провал Ultima IX фактически убил франшизу; большинство проектов, находившихся в разработке в Origin Systems, было отменено, включая Ultima Online 2, Privateer Online и Harry Potter Online. Вскоре после этого основатель студии Ричард Гэрриот покинул компанию. Origin сконцентрировалась на выходе контентных дополнений Ultima Online. Спустя четыре года, в 2004 году, не выпустив больше никаких новых игр, студия была расформирована EA.
Спустя много лет дистрибьютор цифровых видеоигр GOG.com переиздал игру 23 августа 2012 года.

## Критика
| Сводный рейтинг       | Сводный рейтинг |
| Агрегатор             | Оценка          |
| --------------------- | --------------- |
| GameRankings          | 63,32 %         |
| Иноязычные издания    |                 |
| Издание               | Оценка          |
| CGW                   | [ 9 ]           |
| GameSpot              | 6,4/10          |
| IGN                   | 6,2/10          |
| Next Generation       | [ 12 ]          |
| PC Gamer (US)         | 80 %            |
| Русскоязычные издания |                 |
| Издание               | Оценка          |
| «Страна игр»          | 7,5/10          |

Ultima IX оказалась коммерчески неудачной: к августу 2000 года в США было продано всего лишь 75 000 экземпляров.
Игра была раскритикована из-за многочисленных ошибок и вылетов игры. Её выпустили совершенно сырой и недоделанной, с «заоблачными», по тем временам, системными требованиями. Однако в то же время авторы рецензий писали, что была бы игра доделана до конца, перед ними была бы одна из лучших игр всех времён: интерактивность, масштабы, калоритность мира и персонажей, а также великолепный сюжет, заканчивающий эпопею серии Ultima, — всё это было представлено в игре на высочайшем уровне.
Джефф Лундриган из Next Generation назвал Ultima IX «лучшей компьютерной RPG, когда-либо созданной», и «самой глубокой, наиболее полно реализованной игрой в серии Ultima». Однако он раскритиковал её технические проблемы.
Ultima IX была финалистом премии Академии интерактивных искусств и наук 1999 года «Приключенческая/ролевая игра года», но проиграла Asheron`s Call Редакторы PC Gamer US также номинировали Ultima IX на премию 1999 года «Лучшая ролевая игра», которая в конечном итоге досталась System Shock 2. Они писали об Ultima IX: «Дело в том, что на топовой системе, с исправленными ошибками Ultima IX является одной из лучших ролевых игр всех времён. Если бы она была выпущена без этих ошибок, она бы стала лучшей игрой этого года».